# Kiai
Pour les articles homonymes, voir Het.

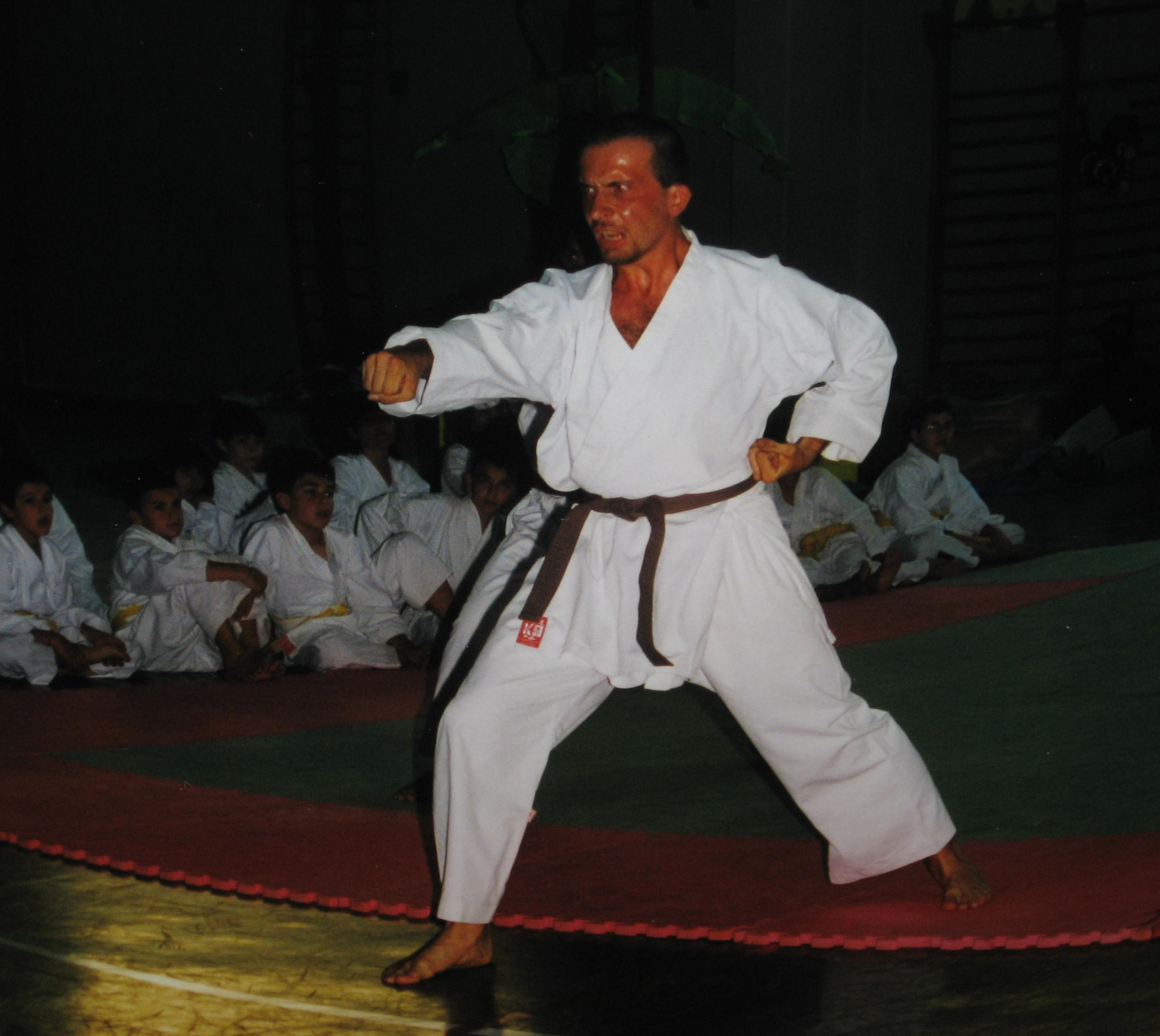

Kiai (japonais), Chi-yi ou Qi-i ou Fa-sheng (en Chine), Het (vietnamien) ou Kihap (coréen), désigne dans les arts martiaux, le cri de combat qui précède ou accompagne l'application d'une technique. Ce cri est utilisé notamment pour marquer une volonté d'action, ou bien pour perturber la concentration de l'adversaire.

## Lekiaijaponais
Kiai (気合) utilisé dans les budō est composé des kanjis :
- 気, qui se lit « ki », et désigne l'énergie interne, l'âme, l'esprit, la volonté… voir l'article Qi (spiritualité) ;
- 合, qui se lit « ai » (base conjonctive de « au »), se rassembler, se réunir.

Parfois vu à tort comme le « cri qui tue » des karatékas, il s'agit d'une « extension du ki », de l'extériorisation d'un « cri interne », du souffle-énergie (kokyu-ryokyu) dans une coupe, un mouvement martial. C'est la concentration de toute l'énergie du pratiquant dans un seul mouvement.
Le kiai est un cri particulier : l'air est bloqué au niveau de la gorge ou de la glotte par la contraction des muscles. Anatomiquement, ce mouvement, s'il est bien contrôlé, peut provoquer la contraction simultanée de la plupart des muscles du torse et de l'abdomen, ce qui peut amortir les coups reçus par le pratiquant.
En tant qu'offensive, les effets du kiai sont légendaires. Ainsi Miyamoto Musashi aurait tué un scorpion en poussant un cri inaudible, faisant chuter l'animal mort devant son adversaire, lequel, impressionné, prit la fuite. Certains ont avancé qu'un son correctement produit pouvait provoquer la mise en résonance d'un corps, jusqu'à sa rupture, d'où le « cri qui tue » ; il s'agit cependant largement d'une tentative de rationalisation d'un fait souvent rapporté mais jamais établi.
La maîtrise du kiai, le kiaijutsu, demande une bonne connaissance et un bon contrôle de l'appareil respiratoire et des muscles de l'abdomen. Le kiaijutsu développe donc la force, la durée et la maîtrise de la respiration. Le concept, japonais, vient cependant de Chine, où les moines du monastère Shaolin utilisent un cri similaire pour l'exercice du qi gong. On retrouve également cette technique dans les arts martiaux coréens (yatz ou kihap), vietnamiens et thaïlandais.

### Judo
Au judo, il est présent dans le Goshin Jutsu demandé pour le 3e dan et le Kime no Kata demandé pour le 4e dan pour appuyer les atemis portés par Tori à Uke.

### Karaté
Au karaté, il est destiné à contracter les abdominaux et à mettre plus de force dans le coup donné, ainsi qu'à expirer tout l'air des poumons pour le renouveler. En combat (kumite) de compétition, il est obligatoire de le porter en même temps que l'attaque pour gagner le point (comme au kendo). Les kata de karaté comportent généralement deux kiai, utilisés pour symboliser des frappes cruciales dans l'enchaînement.

### Kyūdō
Au kyūdō, le kiai est utilisé dans le tir du makiwara sharei. Le son est produit en même temps que le départ de la flèche.

### Kendo
Au kendo, le coup porté est accompagné d'un kiai simultané pour valider un point (comme au karaté).